# Matthäus Bernatz
Matthäus Bernatz (* 21. April 1800 in Speyer; † 12. Februar 1882) war ein deutscher Hydrotechniker bzw. Wasserbauingenieur und bayerischer Baubeamter.

## Leben
Sein Vater war Maurermeister und Schornsteinfeger. Ebenso wie sein jüngerer Bruder Johann Martin Bernatz arbeitete auch Matthäus Bernatz zunächst als Schornsteinfeger. Er besuchte das Gymnasium und Lyceum in Speyer und ab 1821 das Polytechnikum Wien und die Universität Wien. 1825 bestand er mit Auszeichnung die Prüfung für den bayerischen Staatsdienst.
1827 wurde er Bauconducteur (Bauaufseher) in Kempten und 1829 in Straubing, 1834 Bezirksingenieur, Bauinspektor in Deggendorf, 1840 Regierungs- und Kreisbaurat in Landshut. Ab 1855 arbeitete er im Dienstrang eines Oberbaurats bei der Obersten Baubehörde im Staatsministerium des Handels und der öffentlichen Arbeiten in München. 1870 trat er in den Ruhestand.
Als tüchtigster Hydrotechniker seiner Zeit tat er sich in der Entwicklung des deutschen Flussbauwesens hervor. Das Großherzogtum Baden verlieh ihm den Zähringer Löwenorden und das Königreich Bayern das Ritterkreuz 1. Klasse des Verdienstordens vom heiligen Michael.
Seine drei Söhne von Matthäus Bernatz, August, Karl und Franz (* 1841 in München) taten sich im Bauwesen hervor.